# Tolansky (cráter)

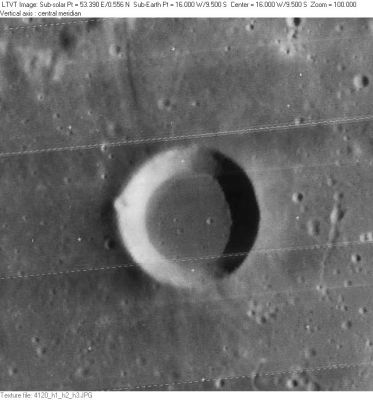
Fotografía de la misión Lunar Orbiter 4

Tolansky es un pequeño cráter de impacto lunar de forma circular que se localiza al sur del cráter Parry, en el Mare Cognitum. La formación es simétrica, con un borde exterior de color claro y un suelo interior más oscuro. Una grieta perteneciente a las Rimae Parry casi se conecta con el borde norte-noroeste de Tolansky. Situado al sur-sureste aparece Guericke, un cráter de mayor tamaño.
|  |

|  |  |

Tolansky era antes conocido como Parry A, antes de que su nombre actual fuera aprobado por la UAI en 1976.